# Cyanallagma
Cyanallagma là một chi chuồn chuồn kim trong họ Coenagrionidae.

## Các loài
Cyanallagma có 7 loài:
- Cyanallagma angelae Lencioni, 2001
- Cyanallagma bonariense (Ris, 1918)
- Cyanallagma corbeti Costa, Santos & I. de Souza, 2009
- Cyanallagma ferenigrum De Marmels, 2003
- Cyanallagma interruptum (Selys, 1876)
- Cyanallagma nigrinuchale (Selys, 1876)
- Cyanallagma trimaculatum (Selys, 1876)

1. ↑  “World Odonata List; ngày 25 tháng 4 năm 2011”. Bản gốc lưu trữ ngày 9 tháng 10 năm 2009. Truy cập ngày 4 tháng 11 năm 2011.